# Giorno dei sette dormienti
Il Giorno dei sette dormienti (in tedesco: Siebenschläfertag) è un giorno festivo che commemora la leggenda dei Sette dormienti di Efeso.
La ricorrenza si celebra il 27 giugno  e si caratterizza per essere uno dei momenti più noti della tradizione del tempo (espresso come un proverbio) dell'Europa di lingua tedesca. Le condizioni atmosferiche di quel giorno dovrebbero determinare o prevedere il tempo medio estivo delle prossime sette settimane.

## Origini

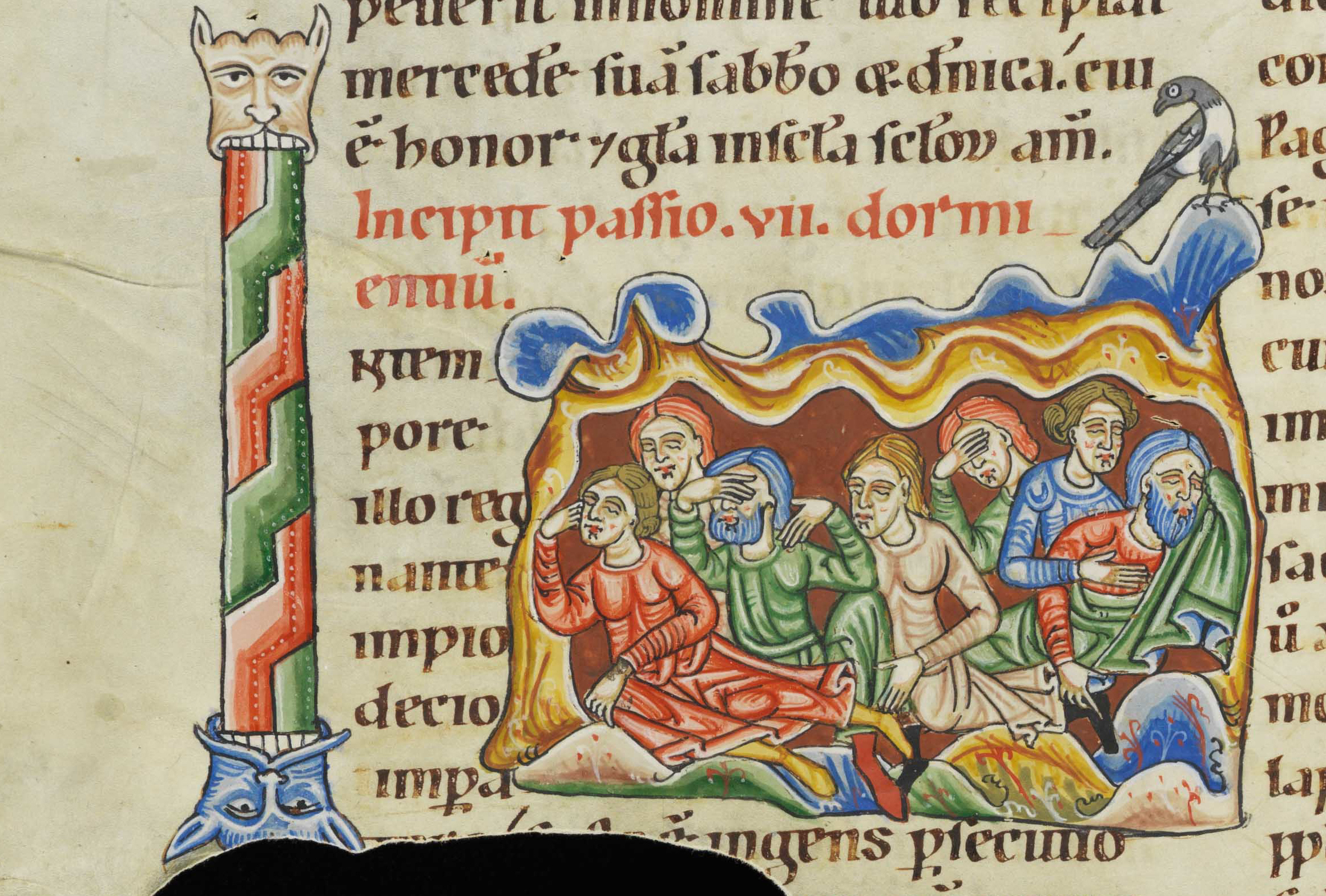
I sette dormienti di Efeso

La leggenda dei sette dormienti di Efeso fu presentata per la prima volta da Giacomo di Serugh intorno al 500 dC e successivamente divulgata da Gregorio di Tours.  La sua versione occidentale faceva parte della vasta collezione di agiografie della Leggenda Aurea compilata da Jacopo da Varazze intorno al 1260. Il culto divenne comune durante le Crociate dell'Alto e del Tardo Medioevo e il 27 giugno fu dichiarato giornata commemorativa nella maggior parte delle diocesi cattoliche. Contrariamente alla credenza popolare, il nome del giorno non si riferisce al ghiro commestibile, (Glis glis), un roditore conosciuto come Siebenschläfer in tedesco per la sua ibernazione di sette mesi.

## Singolarità
La singolarità della leggenda dei sette dormienti è contestata come abbastanza imprecisa nella pratica.  Sono state sollevate obiezioni sul fatto che la tradizione meteorologica associata al giorno potrebbe essere sorta prima della riforma del Calendario gregoriano del 1582, e poiché in questo momento la differenza rispetto al calendario giuliano ammontava a dieci giorni, il 7 luglio sarebbe stato l'attuale Sette Sonni.  In base a questa data, la previsione ha una probabilità leggermente aumentata di circa il 55-70%, se limitata alle parti meridionali della Germania, dove la regola sembra aver avuto origine. Al contrario, la tradizione meteorologica non è applicabile alla Germania settentrionale e al suo clima piuttosto oceanico.